# توئین، میه
توئین، میه (به لاتین: Tōin, Mie) یک سکونتگاه مسکونی در ژاپن است که در Inabe District واقع شده‌است.

## خصوصیات
توئین ۲۲٫۶۶ کیلومترمربع مساحت و ۲۵٬۵۵۲ نفر جمعیت دارد.